# 奇利瓦山
17°13′33″S 70°04′35″W / 17.22583°S 70.07639°W

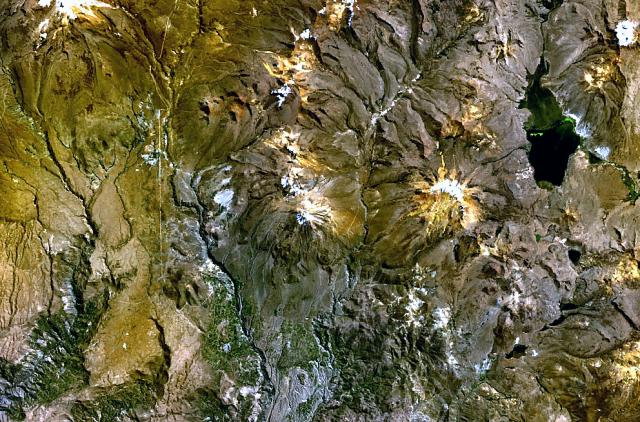

奇利瓦山（Chillihua），是秘魯的山峰，位於該國南部塔克納大區，由塔拉塔省的蘇薩帕亞區負責管轄，屬於安地斯山脈的一部分，海拔高度4,800米。